# یحیی‌آباد (جوین)
یحیی‌آباد، روستایی است از توابع بخش مرکزی و در شهرستان جوین استان خراسان رضوی ایران است. مردم روستای یحیی‌آباد به زبان فارسی خراسانی با گویش سبزواری صحبت می‌کنند.

## جمعیت
این روستا در دهستان پیراکوه قرار داشته و بر اساس سرشماری جمعیت آن ۱۰۶ نفر (۳۸خانوار)
بوده است.